# 1803
1803 (MDCCCIII) година е обикновена година, започваща в събота според Григорианския календар.

## Събития
- 18 май – Великобритания обявява повторно война на Франция, след като французите отказват да се оттеглят от Холандия.

## Родени
- 10 април – Йохан Якоб Кауп, германски зоолог († 1873 г.)
- 11 април – Козма Прутков, измислен руски писател († 1863 г.)
- 30 април – Албрехт фон Роон, пруски войник и политик († 1879 г.)
- 12 май – Юстус фон Либих, немски химик († 1873 г.)
- 24 май – Александер фон Нордман, финландски зоолог († 1866 г.)
- 24 май – Шарл Люсиен Бонапарт, френски зоолог († 1857 г.)
- 25 май – Ралф Уолдо Емерсън, американски мислител и писател († 1882 г.)
- 10 юни – Анри Дарси, френски инженер († 1858 г.)
- 24 юли – Адолф Адам, френски композитор († 1856 г.)
- 28 септември – Проспер Мериме, френски писател и драматург († 1870 г.)
- 5 декември – Фьодор Тютчев, руски поет († 1873 г.)
- 11 декември – Ектор Берлиоз, френски композитор († 1869 г.)

## Починали
- 14 март – Фридрих Готлиб Клопщок, немски поет и драматург (р. 1724 г.)
- 7 април – Франсоа Доминик Тусен Лувертюр, хаитянски военачалник (р. 1743 г.)
- 24 септември – Елена Павловна, Велика руска княгиня (р. 1784 г.)
- 12 октомври – Ерколе III д’Есте, последният херцог на Модена и Реджо (р. 1727 г.)
- 18 декември – Йохан Готфрид фон Хердер, философ, писател, литературен критик (р. 1744 г.)

Вижте също:
- календара за тази година